# アレクセイ・パンシン
アレクセイ・アダム・パンシン（Alexei Adam Panshin、1940年8月14日 - 2022年8月21日）は、アメリカのSF作家、評論家である。
1968年のネビュラ賞を獲得した長篇小説『成長の儀式』Rite of Passage で知られている。また、ロバート・A・ハインラインの熱烈な愛好家でもあると明言している。『成長の儀式』も変質したハインラインの作風に反発して書かれた。

## その他の作品
日本では、『成長の儀式』以外に短編の邦訳が雑誌に掲載されたことがある程度だが、欧米では下記の3冊の本から成るカルト的人気を持つ Anthony Villiers シリーズでも知られている。
- Starwell (1968)
- The Thurb Revolution (1968)
- Masque World (1969)

シリーズ4作目 The Universal Pantographは作家と出版社の衝突が原因で出版されなかった。Viliers シリーズに関して、SF作家サミュエル・R・ディレイニーは次のように書いている。
それは……世界が小さな相互の利害関係によるコミュニティから構成されているという提案を考察する……Starwell はギャンブラー、決闘、裏切り、手法のメヌエット、切り刻まれた手法などなどのギャラリーだ。宇宙の仕組みついても思索し、それを確かめるために監察官が現われる。素晴らしい紳士 Anthony Villiers はそれら全てを駆け抜け、1つか2つの波は受け止めるが、他は素通りする。
パンシンは SF作家ロバート・A・ハインラインの研究書 Heinlein In Dimension を出版した。また、彼は妻コーリー・パンシンと共同で Earth Magic を書いている。同様に重要な研究書 SF in Dimension (1976) もヒューゴー賞を勝ち取った長大なSF歴史書 The World Beyond The Hill (1989) も夫婦の共著となっている。他に短編集 Farewell To Yesterday's Tomorrow、論文集 SF in Dimensionがある。
Heinlein in Dimension でパンシンは初めて注目された。ロバート・A・ハインラインはこれに強く抗議し、出版を差し止めるために出版社を訴えようとした。結果としてその一部をファンジンで発表し、それが最優秀ファン活動としてヒューゴー賞を受賞することとなり、商業出版への道が開かれた。この本の価値、パンシンの研究手法、ハインラインの反応についての意見は様々である。スパイダー・ロビンスンとサム・モスコウィッツは両者を激しく批判した。他の意見やパンシン自身の見解はパンシンのWebサイト"The Abyss of Wonder"で見ることができる。